# François Châtelet (mathématicien)
Pour les articles homonymes, voir François Châtelet (homonymie) et Châtelet.
François Châtelet, né le 11 septembre 1912 à Tours et mort le 19 avril 1987 à Besançon, est un mathématicien de l'université de Besançon qui s'est intéressé en particulier à la géométrie diophantienne, l'arithmétique des variétés de Severi-Brauer (généralisations en dimensions supérieures de coniques). Il a abordé l'étude de ces dernières variétés dans sa thèse, sur les courbes elliptiques et les surfaces cubiques. Il est à l'origine du groupe de géométrie arithmétique Weil-Châtelet (en) et des surfaces de Châtelet. Son père était le mathématicien Albert Châtelet.